# Twello
Twello (Nedersaksisch: Twelle) is een dorp met circa 13.865 inwoners in de gemeente Voorst, in de Nederlandse provincie Gelderland. Het dorp is gelegen in de landelijke omgeving tussen de steden Deventer en Apeldoorn, dicht bij de rivier de IJssel. Het gemeentehuis van de gemeente Voorst staat in Twello.

## Etymologie
In de 14e eeuw heette het Twenlo, maar andere vormen komen ook voor zoals: Twelle, Twelloe, Twelloo, Twenle, Twenlo en Twenloe. Iedere keer zijn er twee woorden te herkennen namelijk "twee" en "loo", wat zoiets betekent als twee bossen of dubbelbos.
Twello ligt, heden ten dage althans, inderdaad tussen twee bossen. De bossen van de landgoederen Grote Noordijk, Kleine Noordijk en de Steltenberg liggen ten zuiden van het dorp terwijl aan de noordkant de bossen van de landgoederen Hunderen, De Flierkamp, Sterrebosch, Kruisvoorde, de Parckelaer en het Bruggenbosch gelegen zijn.

## Geschiedenis

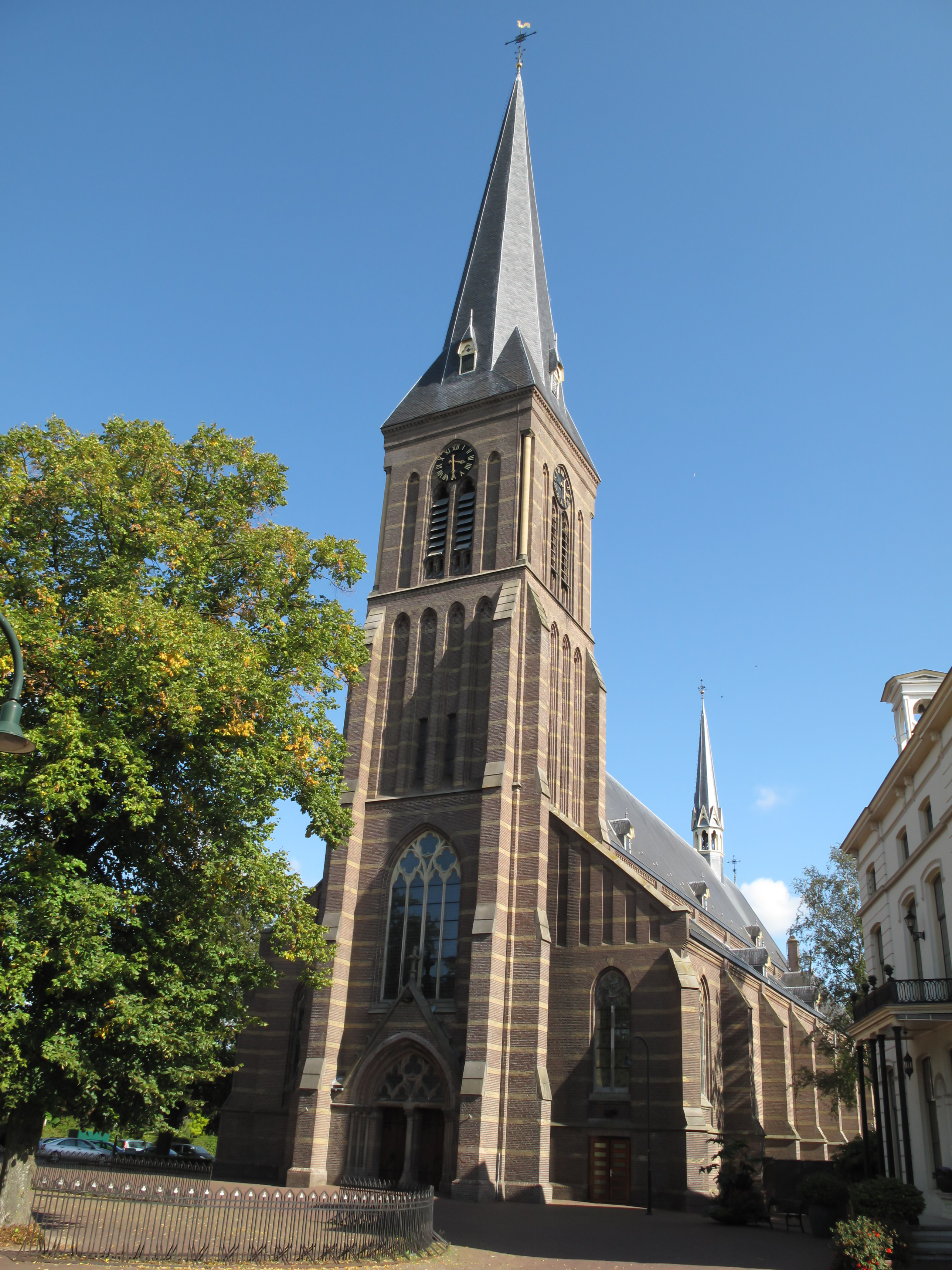
Twello, Sint-Martinuskerk

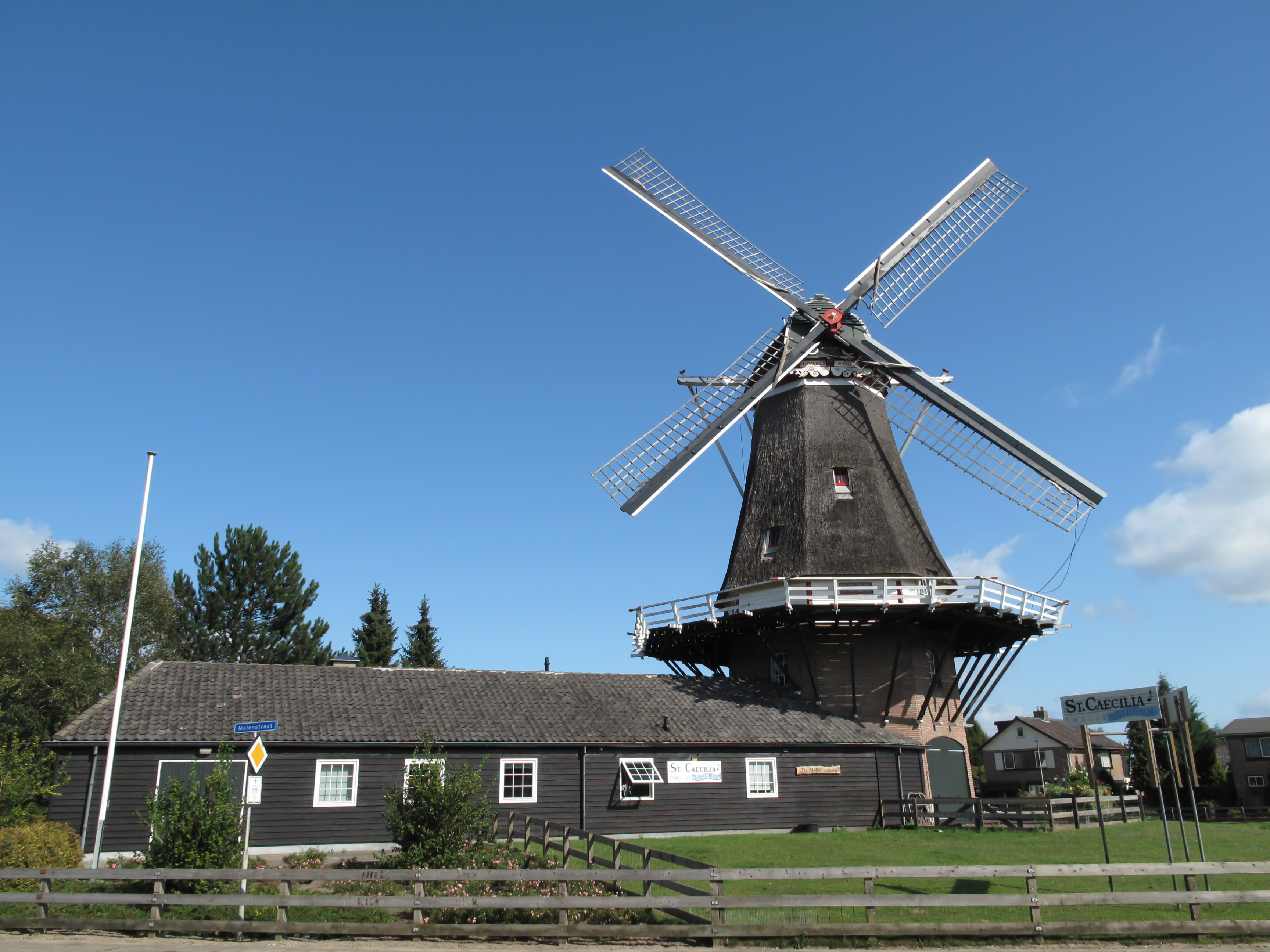
Havekes Mölle

Door diverse opgravingen in Twello van bewerkt vuursteen en de ontdekking van een urnenveld met kringgreppelgraven, is vasgesteld dat er al permanente bewoning was in Twello gedurende 1000-500 v.Chr. (einde bronstijd begin van de ijzertijd).
De naam Twello komt het eerst voor in een rekening van de Utrechtse St. Pietersproosdij in 1298. Toen dook ook het kasteel 'Veenhus' op, de voorganger van Hackforts Veenhuis. De eerste bewoners waren boeren die land kochten van de graaf van Gelre. Zij hadden kleine akkerbouw- en veeteeltboerderijtjes. Toen men de afwatering en de waterstand beter onder controle had, werden de boerenbedrijven steeds groter.
In 1600 was Gelre onderverdeeld in drie kwartieren, waaronder dat van Zutphen (de Graafschap). Het kwartier waar Twello onder viel, het Kwartier van Veluwe, was ook onderverdeeld in schoutambten, richterambten en vrije heerlijkheden.
Het schoutambt Voorst werd bestuurd door een schout en zijn onderschouten. Onder Voorst vielen verscheidene buurschappen, waaronder die van Twello. Andere buurtschappen waren Gietelo, Schadewijk, Silvolde, Terwolde, Tuil en Wilp. Zowel Terwolde als Twello was al in de middeleeuwen een kerkdorp. Wilp dateert van 765, toen Lebuïnus er een kapelletje stichtte.
De ambtsjonkers (schout en onderschouten) vergaderden altijd in de Gietelse brouwerij. Steeds meer mensen trokken naar Twello, zo ook de secretaris van het schoutambt Voorst. Hij bewoonde Huize Kruisvoorde waar later ook de vergaderingen werden gehouden. Zoals zoveel steden verloor ook Deventer zijn rol als vestingstad. Door de bloeiende handel en nijverheid werd Deventer overbevolkt en uitbreiding was noodzaak. De welgestelden gingen villa's bouwen buiten de stad, onder andere in Twello, die gebruikten ze eerst vooral als zomerverblijf maar gingen er later steeds vaker permanent wonen.
Al sinds de 15e eeuw heeft Twello een korenmolen. Tot 1898 was dat een standerdmolen, maar toen deze bouwvallig werd, is besloten tot het bouwen van een stellingmolen. Havekes Mölle aan het Havekespad is nog steeds maalvaardig en wordt door vrijwillige molenaars nog regelmatig in bedrijf gezet.
Op 1 januari 1812 werd Twello afgesplitst van Voorst als een zelfstandige gemeente die op 1 januari 1818 weer bij de gemeente Voorst werd gevoegd.

## Stedendriehoek
In 2001 hebben de zeven gemeenten Apeldoorn, Brummen, Epe, Lochem, Voorst, Zutphen en Deventer samen met de provincies Gelderland en Overijssel de intentie uitgesproken gezamenlijk beleid te ontwikkelen op fysiek (ruimtelijke ordening, wonen, verkeer, etc.), economisch en sociaal gebied. Twello ligt dicht tegen het geografische middelpunt van deze regio aan.

## Station Twello

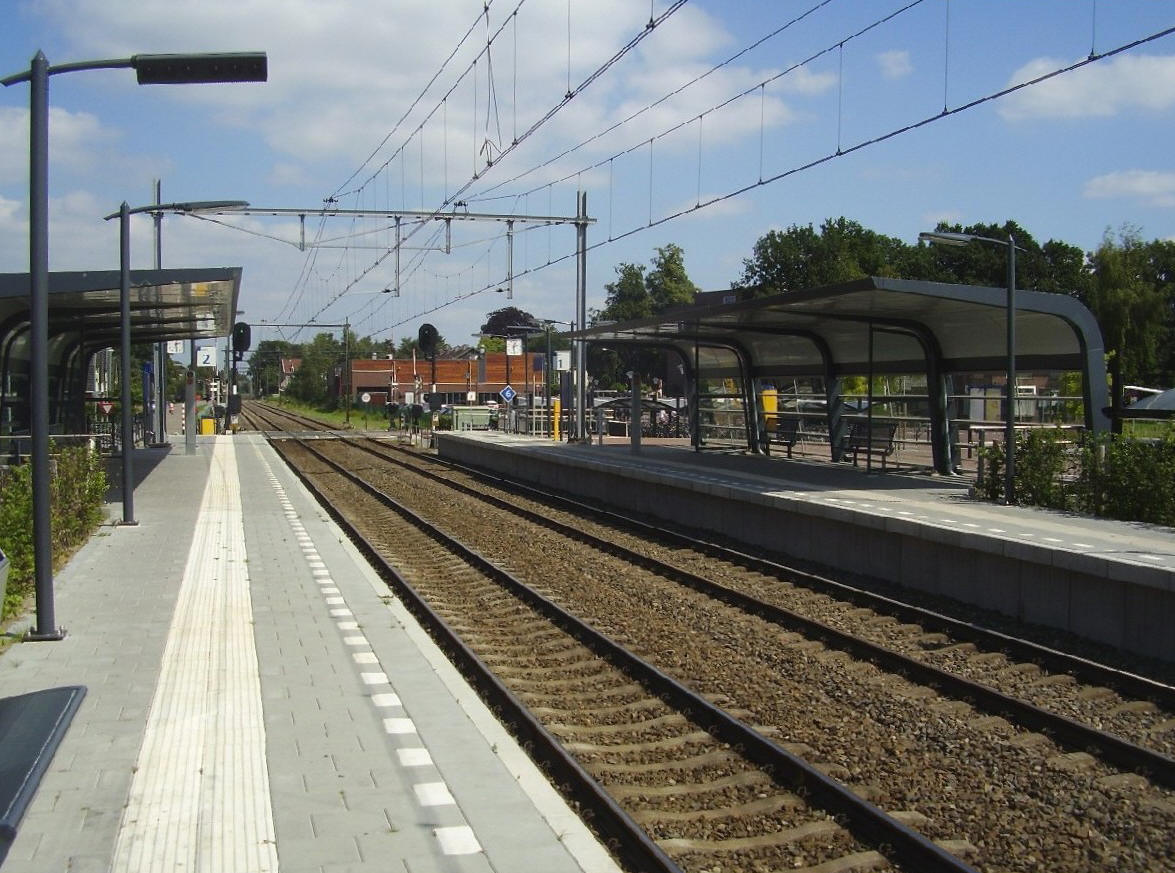
Station Twello

Het eerste treinstation kwam in 1886 in het dorp. Het werd gedeeltelijk verwoest tijdens oorlogshandelingen in 1944. Hoewel de wachtruimte gespaard bleef, werd in 1947 het station gesloopt. Sindsdien stopte er geen trein meer in Twello. In december 2006 werd een nieuw station Twello in gebruik genomen, tegelijk met de naburige stations Apeldoorn Osseveld, Apeldoorn De Maten en Voorst-Empe.

## Uitbreiding eenentwintigste eeuw
Na de sloop van de gesloten slachterijen en de aanleg van het nieuwe spoorwegstation zijn er rond 2010 de nieuwe woonbuurten 'Het Stationskwartier' en 'De Veldjes' gerealiseerd. Tussen de Veenhuisweg en Voordersteeg zijn tezelfdertijd villa's gebouwd.

## Bekende Twellonaren

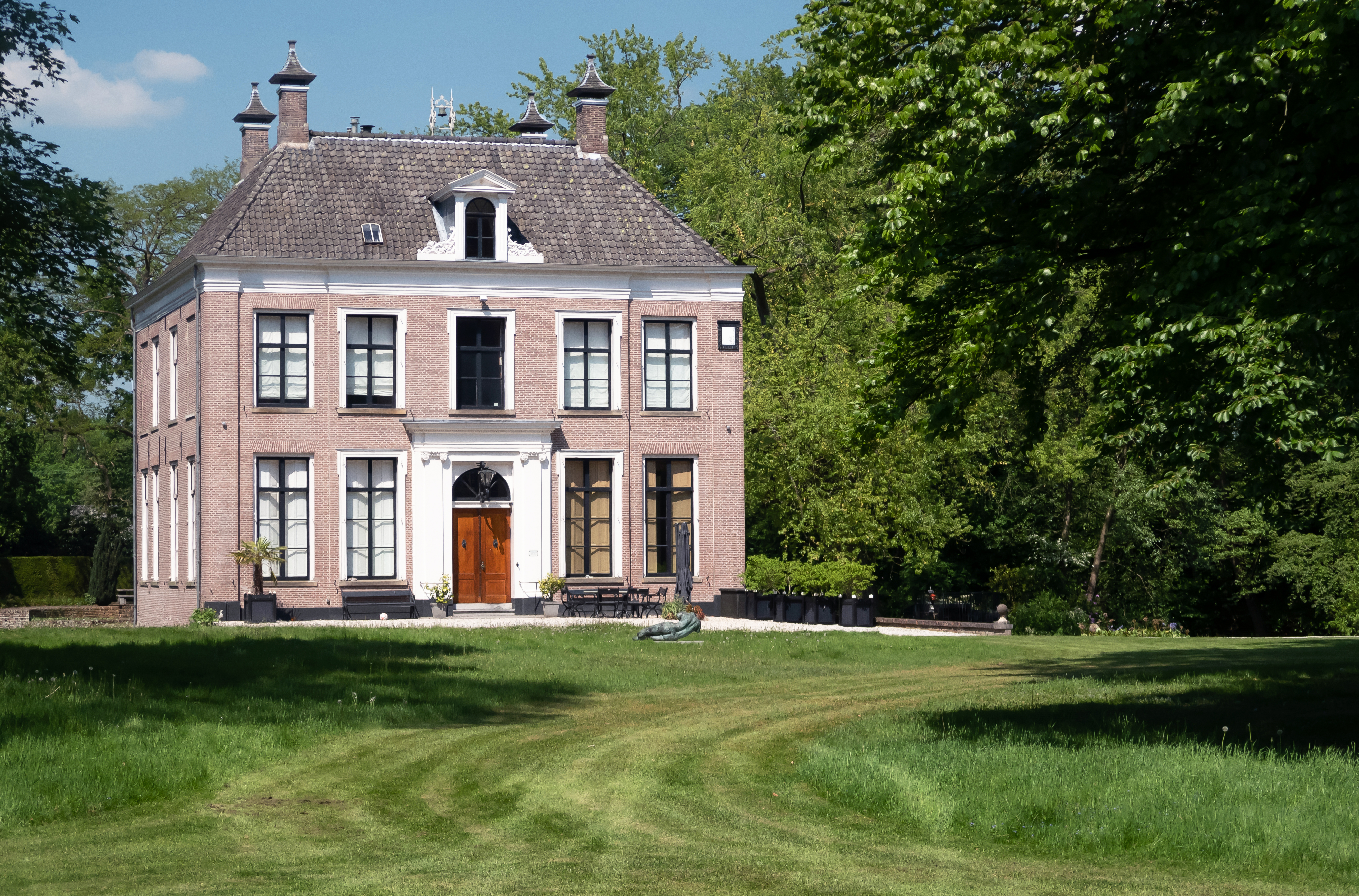
Huize het Holthuis

### Geboren in Twello
- Eduard Otto Joseph Maria van Hövell tot Westerflier (1877-1936), bestuurder
- Elias Fransen (1827-1898), predikant
- Jan Ooms (1915-1975), glazenier
- F.W. (Frits) Ekkel (1938-2020), dichter
- Willemijn de Weerd (1978), kinderboekenschrijfster
- Robert Horstink (1981), profvolleyballer
- Ilse Pol (1982), atlete
- Pepijn Schoneveld  (1985), komiek
- Rose Ivens (2007), voetbalster

### Overleden in Twello
- Jacobus van der Feltz (1825-1904), burgemeester
- Henriette Frederica Bosscha (1831-1912), schrijfster
- Anna Maria Gesina Bosscha (1826-1914), schrijfster
- Gerarda Hurenkamp-Bosgoed (1870-1980), destijds de oudste inwoner van Nederland
- Kor Onclin (1918-2003), kunstschilder
- Alexandra Terlouw-van Hulst (1935-2017), auteur
- Cor de Wit (1922-2018), architect
- Jan Terlouw (1931-2025), politicus en kinderboekenschrijver